# Nymphargus wileyi
Espèce
Synonymes
- Cochranella wileyi Guayasamin, Bustamante, Almeida-Reinoso & Funk, 2006

Statut de conservation UICN

 DD  : Données insuffisantes
Nymphargus wileyi est une espèce d'amphibiens de la famille des Centrolenidae,.

## Répartition
Cette espèce est endémique de la province de Napo en Équateur. Elle se rencontre à 2 100 m d'altitude sur le versant Est de la cordillère Orientale.

## Description
Les mâles mesurent de 24,0 à 26,2 mm et les femelles jusqu'à 27,1 mm.

## Étymologie
Cette espèce est nommée en l'honneur d'Edward Orlando Wiley.

## Publication originale
- Guayasamin, Bustamante, Almeida-Reinoso & Funk, 2006 : Glass frogs (Centrolenidae) of Yanayacu Biological Station, Ecuador, with the description of a new species and comments on centrolenid systematics. Zoological Journal of the Linnean Society, vol. 147, p. 489-513 (texte intégral).